# Ensco-8500-Serie
Ensco-8500-Serie ist eine Serie von Halbtaucher-Bohrplattformen von Valaris (ehem. Ensco International). Die Schiffe entstanden bei Keppel FELS in Singapur und wurden zwischen 2005 und 2012 gebaut.

## Allgemeines
Die Ensco 8500 war die zweite Deepwater-Halbtaucher-Bohrplattform von Valaris nach der im Jahr 2000 fertiggestellten Ensco 7500. Bei der Ensco-8500-Serie handelt es sich um eine überarbeitete Version der Ensco 7500, die bis zu einer Wassertiefe von 7.500 ft. eingesetzt werden kann. Das Schiff entstand in Orange, Texas. 2018 folgte die Verschrottung im türkischen Aliağa.
Die Halbtaucher der Ensco-8500-Serie können bis zu einer Wassertiefe von 8.500 ft. eingesetzt werden und haben eine maximale Bohrtiefe von 35.000 ft. Eine Umrüstung auf eine Wassertiefe von 10.000 ft. ist möglich.

## Geschichte
Als erstes Schiff der Klasse wurde die Ensco 8500 bestellt. Sie wurde im September 2008 abgeliefert. 
Im Januar 2006 wurde der Auftrag um eine weitere Plattform, die Ensco 8501, erweitert, die Im Juni 2009 abgeliefert wurde
Im September 2006 wurde der Auftrag um eine dritte Plattform erweitert. Für diese Plattform, die Ensco 8502 wurde eine Ablieferung im 4. Quartal 2009 vereinbart.
Im Mai 2008 wurde eine fünfte Plattform, die Ensco 8504, bestellt. Dem folgte die Bestellung einer sechsten Plattform, der Ensco 8505, im Juni 2008. Die Ablieferung erfolgte im Januar 2012.
Im August 2008 bestellte Valaris eine 7. Plattform mit geplanter Ablieferung im Jahr 2012. Sie wurde 2012 abgeliefert. Sie wurde im Juli 2012 als Ensco 8506 abgeliefert.
2020 wurden zwei Plattformen der Klasse, die Ensco 8500 und die Ensco 8501, von SpaceX für jeweils 3,5 Millionen US-Dollar erworben. Sie sollten als „Offshore-Weltraumbahnhof“ der Starship-Raketen dienen. Anfang 2023 wurden sie jedoch wieder verkauft.

## Schiffe der Klasse
| Bauname                             | Indienst- stellung | Baunummer | IMO- Nummer | Baubeginn Kiellegung Stapellauf Ablieferung                         | Umbenennungen und Verbleib                                                                            |
| ----------------------------------- | ------------------ | --------- | ----------- | ------------------------------------------------------------------- | --- |
| Ensco 8500                          | 2008               | B286      | 8768787     | 25. Januar 2006 1. Februar 2007 28. Februar 2008 22. September 2008 | Deimos (2020) → so in Fahrt, sollte bei SpaceX eingesetzt werden                                      |
| Ensco 8501                          | 2008               | B287      | 8769016     | - 1. November 2007 - 8. Juni 2009                                   | Phobos, sollte bei SpaceX eingesetzt werden                                                           |
| Ensco 8502                          | 2010               |           | 8769597     |                                                                     | |
| Ensco 8503                          | 2010               | B303      | 8770027     | 28. Februar 2008 18. Juni 2008 15. März 2009 28. September 2010     | [ 20 ] [ 21 ]                                                                                         |
| Ensco 8504                          |                    |           | 8770510     |                                                                     | DV Smile-8 → ab 2. April 2021 bei Shri Gautam Ship Breaking Ind.P. LTD in Alang, Indien, angebrochen. |
| Ensco 8505                          | 2012               | B310      | 8770522     | 1. August 2009 15. Dezember 2009 31. Oktober 2010 31. Januar 2012   | Valaris DPS-5 → in Fahrt                                                                              |
| Ensco 8506                          | 2011               | B315      | 8770534     | 15. Dezember 2009 1. Juni 2010 18. Dezember 2010 30. Juli 2012      | |
| Quelle: American Bureau of Shipping |                    |           |             |                                                                     | |